# Ministro de Tierra, Infraestructura, Transporte y Turismo
El Ministro de Tierra, Infraestructura, Transporte y Turismo (国土交通大臣, Kokudo-kōtsū-daijin?), o  (国交相 Kokkō-shō?) (国交相?), es miembro del Gabinete de Japón encargado del Ministerio de Tierra, Infraestructura, Transporte y Turismo de Japón. Desde el año 2015, el ministro es Keiichi Ishii, del partido Kōmeitō.

## Ministros
El Ministerio fue creado tras la reforma central del gobierno japonés de 2001, siendo Chikage Ōgi del partido conservador Hoshu Shintō la primera política en liderarlo. Dos años más tarde, en 2003, su partido político empezaría a fusionarse con Jiyū Minshutō, también conservadores, por lo que a partir de esas fechas, ya únicamente se han turnado el puesto de ministro con el principal partido opositor, Kōmeitō, mientras que el único partido que no ha tenido representación en este alto cargo ministerial desde que se creó en 2001, es el partido Minshutō. Akihiro Ota, del partido Kōmeitō, con un total de 1015 días al mando del ministerio, es el político que más tiempo ha ocupado este cargo en Japón. 
     民主党 Minshutō - Partido Democrático     保守新党 Hoshu Shintō - Nuevo Partido Conservador (*partido desaparecido)     自由民主党 Jiyū Minshutō - Partido liberal Democrático     公明党 Kōmeitō - Partido de la Justicia
| Fotografía | Fotografía        | Nombre            | Primer día en el cargo  | Último día en el cargo  | Días | Primer ministro | Primer ministro |
| ---------- | ----------------- | ----------------- | ----------------------- | ----------------------- | ---- | --------------- | --------------- |
|            |                   | Chikage Ōgi       | 2001 (6 de enero)       | 2003 (22 de septiembre) | 989  |                 | Yoshirō Mori    |
|            | Junichiro Koizumi | Chikage Ōgi       | 2001 (6 de enero)       | 2003 (22 de septiembre) | 989  |                 |                 |
|            |                   | Nobuteru Ishihara | 2003 (22 de septiembre) | 2004 (21 de septiembre) | 371  |                 |                 |
|            |                   | Kazuo Kitagawa    | 2004 (27 de septiembre) | 2006 (26 de septiembre) | 729  |                 |                 |
|            |                   | Tetsuzo Fuyushiba | 2006 (26 de septiembre) | 2008 (2 de agosto)      | 676  |                 | Shinzō Abe      |
|            | Yasuo Fukuda      | Tetsuzo Fuyushiba | 2006 (26 de septiembre) | 2008 (2 de agosto)      | 676  |                 |                 |
|            |                   | Sadakazu Tanigaki | 2008 (2 de agosto)      | 2008 (24 de septiembre) | 53   |                 |                 |
|            |                   | Nariaki Nakayama  | 2008 (24 de septiembre) | 2008 (28 de septiembre) | 4    |                 | Tarō Asō        |
|            |                   | Kazuyoshi Kaneko  | 2008 (29 de septiembre) | 2009 (16 de septiembre) | 352  |                 | Tarō Asō        |
|            |                   | Seiji Maehara     | 2009 (16 de septiembre) | 2010 (21 de septiembre) | 370  |                 | Yukio Hatoyama  |
|            | Naoto Kan         | Seiji Maehara     | 2009 (16 de septiembre) | 2010 (21 de septiembre) | 370  |                 |                 |
|            |                   | Sumio Mabuchi     | 2010 (21 de septiembre) | 2011 (14 de enero)      | 115  |                 |                 |
|            |                   | Akihiro Ohata     | 2011 (14 de enero)      | 2011 (2 de septiembre)  | 231  |                 |                 |
|            |                   | Takeshi Maeda     | 2011 (2 de septiembre)  | 2012 (4 de junio)       | 276  |                 | Yoshihiko Noda  |
|            |                   | Yuichiro Hata     | 2012 (4 de junio)       | 2012 (26 de diciembre)  | 114  |                 | Yoshihiko Noda  |
|            |                   | Akihiro Ota       | 2012 (26 de diciembre)  | 2015 (7 de octubre)     | 1015 |                 | Shinzō Abe      |
|            |                   | Keiichi Ishii     | 2015 (7 de octubre)     | 2019 (11 de septiembre) | 1435 |                 | Shinzō Abe      |
|            |                   | Kazuyoshi Akaba   | 2019 (11 de septiembre) | 2021 (4 de octubre)     | 754  |                 | Shinzō Abe      |
|            | Yoshihide Suga    | Kazuyoshi Akaba   | 2019 (11 de septiembre) | 2021 (4 de octubre)     | 754  |                 |                 |
|            |                   | Tetsuo Saitō      | 2021 (4 de octubre)     | Actualidad              | 1381 |                 | Fumio Kishida   |